# 迈伦·布朗
朱利安·迈伦·布朗（英語：Julian Myron Brown，1969年11月3日—），美国NBA联盟前职业篮球运动员。他在1991年的NBA选秀中第2轮第34顺位被明尼苏达森林狼选中。